# Milcjades (apologeta)
Milcjades – znany jedynie z imienia pisarz wczesnochrześcijański z pierwszej połowy II wieku, retor, jeden z pierwszych apologetów.
Prawdopodobnie urodził się i tworzył w Azji Mniejszej, część badaczy uważa go za ucznia Justyna Męczennika. Choć był płodnym pisarzem, żadne z jego dzieł nie zachowało się do czasów współczesnych i znane są one jedynie ze wzmianek w pismach późniejszych autorów. Zgodnie z relacjami późniejszych Ojców Kościoła był autorem pism polemicznych skierowanych przeciw montanistom i walentynianom, traktatów Przeciwko Hellenom i Przeciw Żydom oraz adresowanej do ówczesnych władz rzymskich Apologii filozofii chrześcijańskiej.